# Eleições nos Estados Unidos em 2009
As Eleições nos Estados Unidos em 2009, foram realizadas em uma terça-feira, 3 de novembro de 2009. Entretanto, havia também várias eleições para governador  e as eleições legislativas e Prefeito em várias cidades.

## Governadores
- Nova Jersey
- Virgínia

## Prefeitos
- Albuquerque
- Albany
- Allentown
- Anchorage
- Atlanta
- Atlantic City
- Austin
- Boston
- Buffalo
- Charlotte
- Cincinnati
- Cleveland
- Des Moines
- Detroit
- Flint
- Harrisburge
- Houston
- Jackson
- Jersey City
- Lancasteall
- Lansing
- Los Angeles
- Manchester
- Miami
- Minneapolis
- New York
- Omaha
- Pittsburgh
- Riverside
- Rochester
- San Antonio
- Seattle
- St. Louis
- St. Paul
- St. Petersburg
- Syracuse
- Tulsa